# Драгош Воде (хокейний клуб)
«Драгош Воде» — команда з хокею із шайбою (гокею, гаківки), створена в Чернівцях при однойменному національно-культурному угорському спортивному товаристві.

## Історія
Починаючи з 1931 року, «Драгош Воде» почав виходити на провідні ролі не тільки в Буковинському хокеї, але й на загальнорумунському рівні. Клуб став багаторазовим чемпіоном Буковини, а 1938 року виборов золоті нагороди і в румунській першості.
У 1940 році клуб припинив діяльність, бо Буковину окупували радянські війська. За часів німецько-радянської війни Румунія повернулася в Буковину, а «Драгош Воде» було відновлено. У сезоні 1943/44 команда знов стала чемпіоном краю в рамках регіональної ліги Румунії. Проте, вже у другій половині 1944 року клуб остаточно припинив своє існування.

## Титули та досягнення
- Внутрішні
  -  Чемпіон Буковини (9): 1932, 1933, 1934, 1935, 1936, 1938, 1939, 1940, 1944
    -  Бронзовий призер (1): 1931
- Міжнародні
  -  Чемпіон Румунії (1): 1938
    -  Срібний призер (4): 1932, 1935, 1936, 1937
    -  Бронзовий призер (1): 1934

## Відомі гравці
- Еміль Майцюк (воротар)
- Антон Паненка
- Вільгельм Сук
- Енгстер
- Роберт Садовський
- Садовський ІІ
- Скарлат
- Кодря
- Сінделар ІІ
- Поп
- Баланеський
- Томович
- Єречинський
- Гарда
- Вімер
- Айзенвайзель

## Тренери
- Уллі Ледерер (тренер)